# Dzenzoerski
De Dzenzoerski (Russisch: Дзензурский) of Dzenzoer (Дзензур) is een Pleistocene stratovulkaan in het zuidelijke deel van het Russische schiereiland Kamtsjatka. De sterk geërodeerde vulkaan ligt aan de rand van het massief rond de vulkaan Zjoepanovski in het Natuurpark Nalytsjevo, op ongeveer 75 kilometer ten noordnoordoosten van de stad Petropavlovsk-Kamtsjatski.
De ongeveer 1 kilometer brede krater is bedekt met een gletsjer, heeft wanden tot 200 meter hoog en is open aan de zuidwestzijde, waaronder bevroren lavastromen zichtbaar zijn. In het noordelijke en noordoostelijke deel van de krater bevinden zich proluviale en pyroclastische afzettingen. In het noordoostelijk deel van de krater bevindt zich sterke activiteit van fumarolen. Aan de zuidwestelijke rand bevindt zich een grote fumarolebron, gevuld met smeltwater met een omvang van 20 bij 5 meter. De temperatuur van dit water bedraagt door fumarolenactiviteit 85 tot 90 °C.
De oorsprong van de vulkaan ligt waarschijnlijk ergens in het late Pleistoceen maar is niet precies vastgesteld. In het Holoceen vond een hernieuwing van haar activiteit plaats, hetgeen te zien valt aan de vorming van extrusies en slakkenkegels aan de oost- en noordoostzijde van de top, die resulteerden in grote lavastromen, die afdaalden tot de bedding van de rivier de Zjoepanova. De laatste uitbarsting van de vulkaan is onbekend, al werden door auteurs Vlodavetz en Piip in 1959 en Firstov et al. in 1979 twee historische uitbarstingen gemeld (1923 en 1957). Een latere publicatie (Ponomareva 1992) weersprak dit echter en gaf aan dat dit in werkelijkheid fumarolen- of hydrothermale activiteit moet zijn geweest.